# هلمونسوت
هلمونسوت (به آلمانی: Hellmonsödt) یک منطقهٔ مسکونی در اتریش است که در ناحیه اورفار اومگبونگ واقع شده‌است. هلمونسوت ۱۸ کیلومتر مربع مساحت دارد ۸۲۵ متر بالاتر از سطح دریا واقع شده‌است.